# Arvīds Jansons
Arvīd(s) Jansons (* 10. Oktober 1914 in Liepāja, Russisches Kaiserreich; † 21. November 1984 in Manchester) war ein lettischer Dirigent in der Sowjetunion.

## Leben
Arvids Jansons studierte von 1929 bis 1935 Violine am Konservatorium in Liepāja. Danach wirkte er als Geiger an der Lettischen Nationaloper in Riga, unter anderem unter den Gastdirigenten Erich Kleiber und Leo Blech und studierte Komposition am Konservatorium Riga und Dirigieren bei Blech, als dieser aus Deutschland emigrieren musste. Während der deutschen Besetzung Lettlands ab 1941 wurde am 14. Januar 1943 sein Sohn Mariss Jansons geboren. Die Familienangehörigen seiner jüdischen Frau Iraida, die Sängerin an der Nationaloper war, wurden im Rigaer Ghetto eingesperrt und von den Deutschen und ihren lettischen Helfern ermordet.
Nach der erneuten Besetzung Lettlands durch die Sowjetunion wurde Jansons 1944 Dirigent der Rigaer Oper. 1946 erhielt er seine erste staatliche Auszeichnung. Aus der Politik versuchte er sich herauszuhalten und vermied, wie auch sein Sohn, eine Parteimitgliedschaft in der KPdSU. Von 1947 bis 1952 war er zusätzlich Dirigent des Lettischen Radio-Orchesters.
1952 erhielt er eine Assistentenstelle bei den Leningrader Philharmonikern unter deren Chefdirigenten Jewgeni Mrawinski und arbeitete auch mit Kurt Sanderling. 1956 zog seine Familie nach. Sie alle mussten zunächst ihre Russischkenntnisse verbessern. Jansons dirigierte neben dem klassischen, populären Repertoire auch unbekannte Komponisten und spielte sie auf Tonträger ein, darunter Hilding Rosenberg, Finn Arnestad, Andrei Petrow, Juri Schaporin und Dmitri Kabalewski.

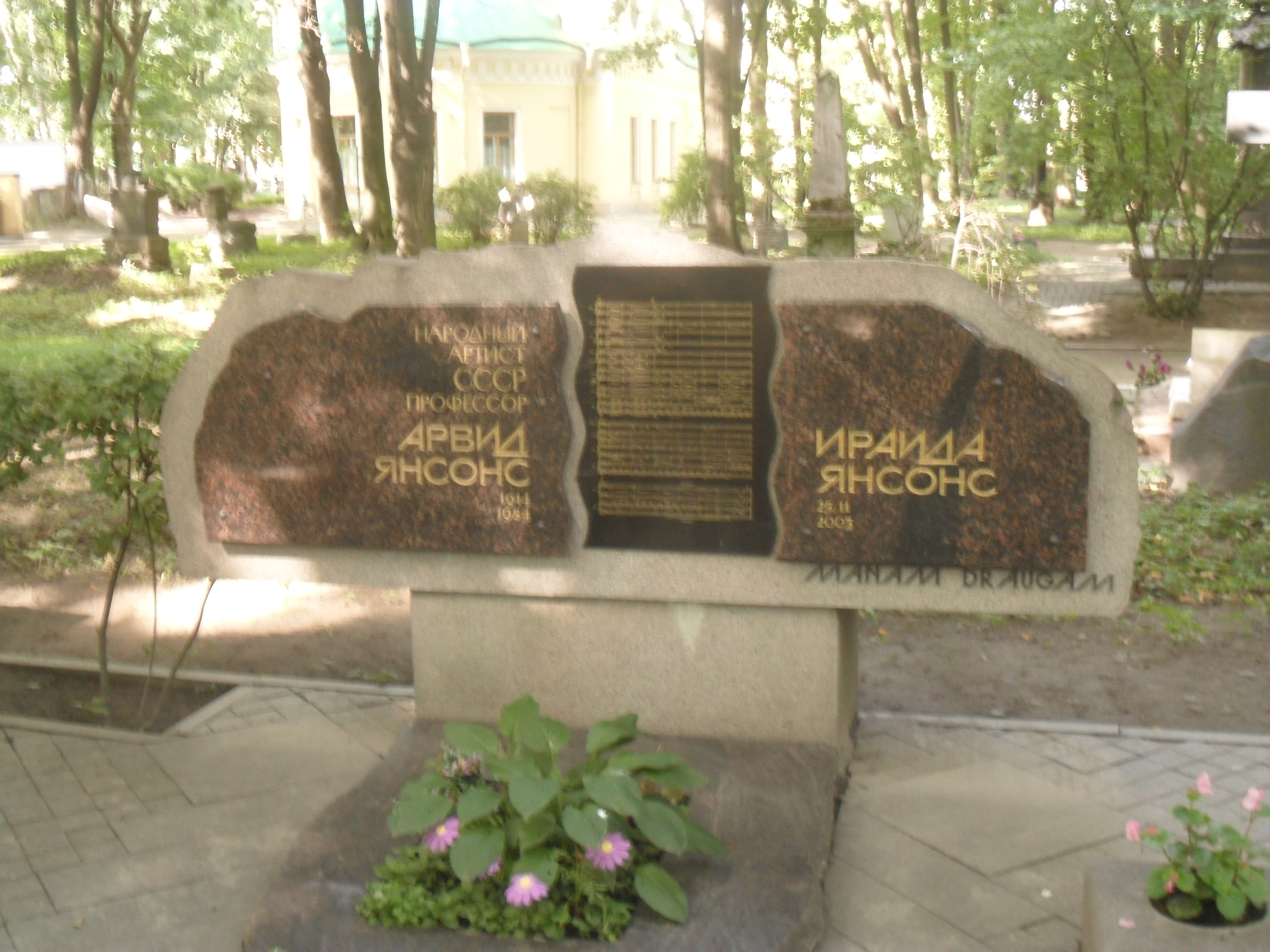
Grabstelle Jansons’ in St. Petersburg

 Am Leningrader Konservatorium vertrat er das Fach Opern- und Sinfonieorchesterleitung.
Jansons war 1958 Gastdirigent in Tokio, war Gast in Australien und wurde 1965 Gastdirigent beim Hallé Orchestra in England, mit dem er in den Folgejahren regelmäßig auftrat. Bei einem derartigen Konzert erlitt er 1984 in Manchester einen Herzinfarkt, an dessen Folgen er wenige Tage darauf verstarb. Seine Asche wurde in Leningrad auf dem Wolkowo-Friedhof beerdigt.

## Auszeichnungen (Auswahl)
- Ehrenzeichen der Sowjetunion 1946 und 1956
- Stalinpreis 1951
- Volkskünstler der RSFSR  1968
- Volkskünstler der UdSSR 1976
- Orden des Roten Banners der Arbeit
- Orden der Völkerfreundschaft 1983

## Aufnahmen (Auswahl)
- Beethoven – Sinfonie Nr. 9, RSB / Rundfunkchor Berlin, Delfina Ambrosiak, Gisela Pohl, Günter Neumann, József Gregor. Produzent: Weitblick / Melisma. o. J., veröffentlicht 2007